# Raimund Bernard Trencavel
Raimund Bernard Trencavel († 1073 oder 1074) war ein Vizegraf von Albi und Nîmes sowie kurzzeitig Graf von Carcassonne und Razès und Vizegraf von Béziers und Agde im Recht seiner Frau (Iure uxoris). Er war der älteste Sohn und Erbe des Vizegrafen Bernard Aton III. von Albi-Nîmes und dessen Ehefrau Raingardis.
In seinen vom Vater geerbten Besitzungen war Raimund Bernard ein Vasall der Grafen von Toulouse. Noch vor dem Jahr 1062 hatte er Ermengarde von Carcassonne geheiratet, welche nach dem erbenlosen Tod ihres Bruders Roger III. im Jahr 1067 dessen umfangreiches Erbe antreten konnte. Doch um einen drohenden Erbstreit mit ihrem Vetter, Graf Roger II. von Foix, zu entgehen verkaufte sie ihr gesamtes Erbe noch im selben Jahr an den Grafen von Barcelona.
Raimund Bernard ist der erste seiner Familie, der mit dem Beinamen „Trencavel“ belegt ist, in einer Schenkungsurkunde an den Grafen Raimund Berengar I. von Barcelona, datiert auf den 26. Juni 1070. Im Okzitanischen (trenca avelana) bedeutet dieser Name so viel wie „Nussknacker“, auf Provenzalisch (trencar vel) so viel wie „schneid hindurch“. Die Umstände die zu diesem Beinamen führten sind unbekannt, aber unter seinen Nachkommen avancierte er zum Eigennamen der Familie.
Letztmals urkundlich belegt ist Raimund Bernard in einer an die Abtei Saint-Victor in Marseille adressierten Urkunde vom 12. Juni 1073. In den Urkunden seiner Frau aus dem Jahr 1074 wird er nicht mehr genannt und war wohl schon tot. Aus seiner Ehe hatte er zwei Kinder:
- Guillerma († nach 1070), ⚭ 1069 mit Vizegraf Peter Aton von Bruniquel
- Bernard Aton IV. († 1129), Vizegraf von Albi, Nîmes, Carcassonne, Béziers, Razès und Agde

## Einzelnachweis
1. ↑  Remundus Bernardi vicomes cognomento Trencaveis; siehe dazu Jean-Pierre Cros-Mayrevieille: Histoire du comté et de la vicomté de Carcassonne, précédée de recherches historiques sur Carcassonne et son histoire sous les Volkes, les Romains, les Wisigoths et les Sarrazins, Band 1 (1846), Nr. 51, S. 63

| Vorgänger         | Amt                                                                                | Nachfolger                 |
| ----------------- | ---------------------------------------------------------------------------------- | -------------------------- |
| Bernard Aton III. | Vizegraf von Albi und Nîmes ?–1074                                                 | Bernard Aton IV. Trencavel |
| Roger III.        | Graf von Carcassonne und Razès Vizegraf von Béziers und Agde (mit Ermengarde) 1067 | Grafschaft Barcelona       |

| Personendaten    | Personendaten                                                                              |
| ---------------- | ------------------------------------------------------------------------------------------ |
| NAME             | Raimund Bernard Trencavel                                                                  |
| KURZBESCHREIBUNG | Vizegraf von Albi und Nîmes, Graf von Carcassonne und Razès, Vizegraf von Béziers und Agde |
| GEBURTSDATUM     | 11. Jahrhundert                                                                            |
| STERBEDATUM      | 1073 oder 1074                                                                             |